# Kawanishi (Nara)
Kawanishi (川西町?) è una cittadina giapponese della prefettura di Nara.